# Anna Lehmann

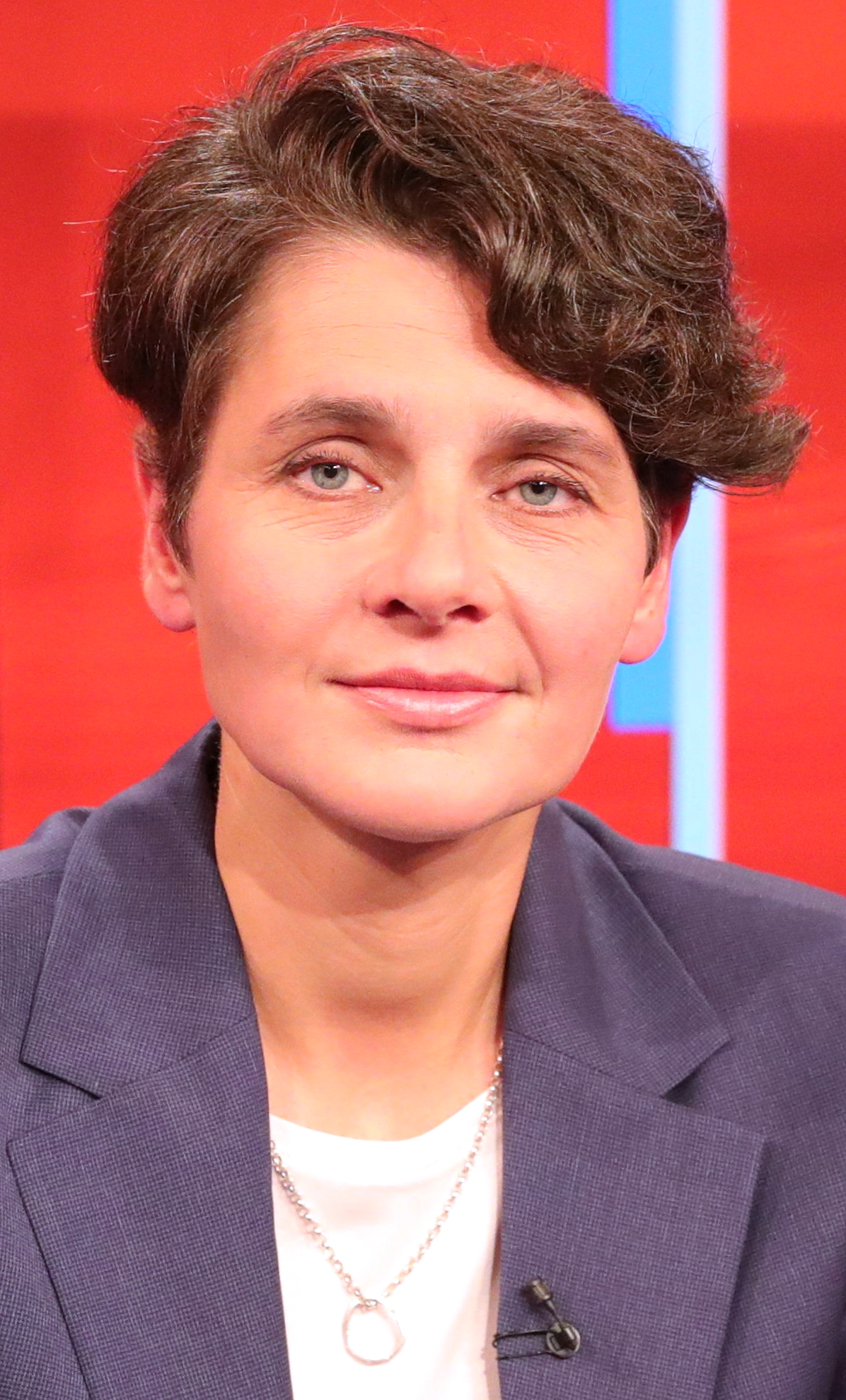
Anna Lehmann (2022)

Anna Lehmann (* 1975 in Ost-Berlin) ist eine deutsche Journalistin und Leiterin des Parlamentsbüros bei der Tageszeitung taz.

## Leben
Lehmann wuchs in Berlin-Pankow auf. Sie studierte Politik und Journalistik an der Universität Breslau und der Universität Leipzig, wo sie 2006 mit Diplom abschloss. Sie arbeitete als bildungspolitische Korrespondentin im Parlamentsbüro der taz. Ab 2018 leitete sie das Ressorts Innenpolitik und wechselte 2022 als Leiterin ins Parlamentsbüro.
Beim öffentlich-rechtlichen Ereignissender Phoenix tritt sie regelmäßig als Expertin zu innenpolitischen Themen, insbesondere Linkspartei, Politische Linke und SPD, auf.
Anna Lehmann ist Mutter von vier Kindern.

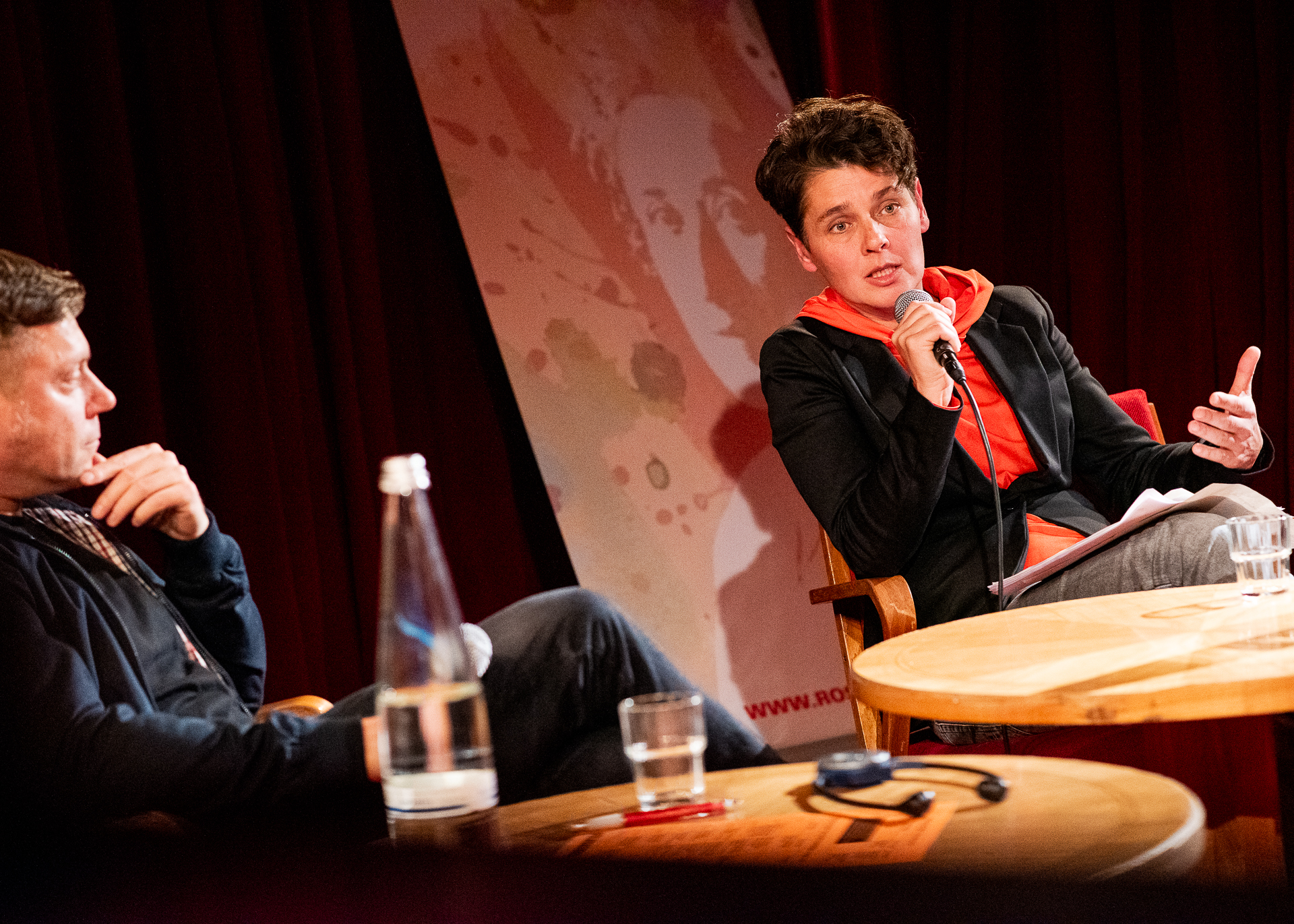
Lehmann auf dem Kongress „Europa den Räten!“ der Rosa-Luxemburg-Stiftung in der Volksbühne Berlin (2023)

## Publikationen
- Zur Elite bitte hier entlang: Kaderschmieden und Eliteschulen von heute. Redline Verlag, München 2006, ISBN 978-3-86881605-1.